# Крекінг-установка у Весселінгу (Shell)
Крекінг-установка у Весселінгу (Shell) — складова частина виробничого майданчика нафтохімічного спрямування, розташованого на заході Німеччини за кілька кілометрів на південь від околиці Кельна.
У 1955 році компанія Union Rheinische Braunkohlen-Kraftstoff, котра раніше здійснювала діяльність у галузі вуглехімії, почала продукування етилену із нафти, для чого здійснила конверсію однієї зі своїх установок гідрогенізації вугілля. Зазначений олефін постачали для полімеризації на розташований поруч майданчик підприємства Rheinische Olefinwerke (ROW, спільне підприємство BASF та Shell). Невдовзі останнє саме почало виробляти етилен, проте закупки у Union Kraftstoff не припинились. Крім ROW, споживачами могли бути численні підприємства нафтохімії, доступ до яких з початку 1970-х забезпечується етиленопроводом ARG.
Із зростанням попиту на продукцію нафтохімії нарощували й показники майданчику Union Kraftstoff. Так, в 1964-му він міг продукувати 70 тисяч тонн етилену, а в 1985-му — вже 520 тисяч тонн. Втім, на початку 2010-х з економічних причин піролізну установку 2В потужністю 240 тисяч тонн на рік вивели з експлуатації, після чого роботу продовжувала установка 2А з показником 260 тисяч тонн.
Як сировину для піролізу використовують газойль, що забезпечує вихід і більш важких, аніж етилен, ненасичених вуглеводнів. Так, коли ще працювали обидві установки, майданчик міг продукувати 280 тисяч тонн пропілену та 146 тисяч тонн фракції С4.
З 1989 року нафтохімічні активи Union Kraftstoff були передані RWE-DEA, яка в свою чергу у 2001-му об'єднала нафтопереробні та нафтохімічні потужності з німецькою «донькою» енергетичного гіганту Shell в межах компанії Shell&DEA Oil. Таким чином, обидва нафтохімічні майданчики у Весселінгу опинились в орбіті Shell, проте вже у 2005-му вона (як і BASF) продала свою частку в Basell (інтегрувала потужності колишнього ROW) американській компанії Lyondell.